# Karl Vennberg
Karl Gunnar Vennberg (født 11. april 1910, død 12. maj 1995) var en svensk digter, forfatter og oversætter.

## Liv og karriere
Vennberg var søn af en landmand og studerede ved Lunds Universitet. Han arbejdede som først lærer på en folkehøjskole i Stockholm og hans første digtsamling blev udgivet i 1937. Sammen med Erik Lindegren blev Karl Vennberg den mest fremtrædende repræsentant for den svenske litterære bevægelse fyrtiotalisme i 1940'erne.
I løbet af sin karriere udgav han 20 digtsamlinger og hans samfundskritik havde en vigtig indflydelse på svensk litteratur. Vennberg blev også kendt for at oversætte værker af Franz Kafka til svensk, herunder Processen (1945). Han oversatte desuden værker af T.S. Eliot og Thomas Mann.
Vennberg modtog flere priser, herunder Bellmanprisen i 1960 og Nordisk Råds Litteraturpris i 1972. Han var fra 1962 medlem af Samfundet De Nio og blev æresdoktor ved Stockholms Universitet i 1980.
Karl Vennberg døde 85 år gammel den 12. maj 1995.